# Истибаня
Истибаня (на македонска литературна норма: Истибања) е село в Община Виница в Северна Македония.

## География
Селото е разположено на 10 километра източно от град Кочани и на 8 северно от Виница на левия бряг на река Брегалница. Известно е с изворите на топла минерална вода, които се намират в непосредствена близост до селото.

## История
Според статистиката на Васил Кънчов („Македония. Етнография и статистика“) от 1900 г. Истибаня има 970 жители, от които 150 българи християни, 750 турци и 70 цигани.
Цялото християнско население на селото е под върховенството на Българската екзархия. По данни на секретаря на екзархията Димитър Мишев („La Macédoine et sa Population Chrétienne“) в 1905 година в Истибаня има 200 българи екзархисти.
При избухването на Балканската война 1 човек от Истибаня е доброволец в Македоно-одринското опълчение.
След Междусъюзническата война в 1913 година селото попада в Сърбия.
Според Димитър Гаджанов в 1916 година в Истибаши живеят 308 турци и 116 българи.
На 22 март 1972 година е поставен темелният камък на църквата „Света Петка“, а готовият храм е осветен на 8 август 1979 година от митрополит Наум Злетовско-Струмишки.